# Cantorchilus thoracicus
Cantorchilus thoracicus là một loài chim trong họ Troglodytidae.